# Magic Lantern (policeware)
Pour les articles homonymes, voir Magic Lantern.
Magic Lantern (de l'anglais signifiant littéralement « lanterne magique ») est un policeware développé par le Federal Bureau of Investigation (FBI). Grâce à ce logiciel, le FBI peut enregistrer tout ce que tape un utilisateur sur son clavier.
Son existence a été révélée en 2001, d'abord le 20 novembre par Bob Sullivan dans une colonne du site web de MSNBC, puis le 22 novembre par Ted Bridis d'Associated Press.
Contrairement aux enregistreurs de frappe utilisés précédemment par le FBI, il serait possible d'installer Magic Lantern à distance, par une pièce jointe de courrier électronique ou en utilisant les vulnérabilités du système d'exploitation.

## Découverte et débat
En 2000, une requête est effectuée par l'Electronic Privacy Information Center obligeant le FBI à déclassifier certains documents relatifs à Carnivore conformément à la Freedom of Information Act. Ces documents contenaient entre autres un projet d'amélioration du plan Carnivore. Le but était de créer une base de données qui puisse trier les données recueillies à l'aide de diverses méthodes : courriel, IRC, messages instantanés, appels téléphoniques et Voip. Le porte-parole du FBI a rapidement confirmé l'existence d'un programme appelé Magic Lantern. Ils ont cependant nié son utilisation, et ont refusé de commenter davantage.
La divulgation publique de l'existence de Magic Lantern a suscité un débat quant à savoir si les sociétés éditrices d'anti-virus pourraient ou devraient détecter l'enregistreur de frappe du FBI. Il s'avère que la société McAfee a contacté le FBI à la suite de cette divulgation pour s'assurer que leur anti-virus ne détectait pas le programme.
Network Associates a publié la semaine suivante une déclaration niant la coopération avec les autorités judiciaires des États-Unis, alimentant les spéculations à propos du fait que des produits anti-virus pourraient ou ne pourraient pas détecter les chevaux de Troie du gouvernement. Par la suite, CNET interrogea 13 entreprises de sécurité au sujet de leurs contacts avec les autorités répressives.
Symantec et d'autres grands fournisseurs de logiciels antivirus considère Magic Lantern comme n'étant pas néfaste, ce qui rend leurs produits antivirus, y compris Norton Internet Security, incapables de détecter Magic Lantern. L'inquiétude porte notamment sur les incertitudes concernant le plein potentiel de Magic Lantern et le fait que des hackers puissent le détourner,.
Graham Cluley, un consultant en sécurité de la firme Sophos, a déclaré: "Nous n'avons aucun moyen de savoir si le programme a été écrit par le FBI, et même si nous le pouvions, nous n'aurions aucun moyen de savoir s'il était utilisé par le FBI ou s'il avait été détourné par un tiers". Marc Maiffret, directeur technique et cofondateur d'eEye Digital Security déclare: "Nos clients nous payent pour un service, pour les protéger contre toutes les formes de code malveillant. Ce n'est pas à nous de faire la loi [...], et nous ne ferons pas d'exception pour les programmes malveillants du gouvernement". 
Le porte-parole du FBI, Paul Bresson déclare: "Comme tous les projets de technologie ou des outils déployés par le FBI, il sera utilisé conformément à la procédure légale appropriée",.
Les partisans de Magic Lantern soutiennent que la technologie permettrait le maintien de l'ordre et une réponse efficace et rapide aux messages protégés par des systèmes de chiffrement. La mise en œuvre de Magic Lantern ne nécessite pas d'accès physique à l'ordinateur d'un suspect, contrairement à Carnivore. L'accès physique à un ordinateur nécessiterait une ordonnance du tribunal.